# Вошито (језеро)
Вошито (енгл. Lake Ouachita) је вештачко језеро у Сједињеним Америчким Државама. Налази се на територији америчке савезне државе Арканзас. Површина језера износи 163 km².